# Distretto di Colquepata
Il distretto di Colquepata è uno dei sei distretti della  provincia di Paucartambo, in Perù. Si trova nella regione di Cusco.